# Iranian Railroad for Queer Refugees
Iranian Railroad for Queer Refugees (IRQR) is een organistatie die opkomt voor de rechten en veiligheid van Lhbt-vluchtelingen uit Iran. IRQR is de enige niet-gouvernementele organisatie die als primair doel opkomt voor lhbt'ers in Iran.
De IRQR is gevestigd in Toronto, Canada en is volgens de Canadese wet geregistreerd als een niet-gouvernementele organisatie. De IRQR verzorgt hulp bij asielaanvragen, financiële hulp en start petities voor Iraanse lhbt-vluchtelingen die dreigen teruggestuurd te worden naar Iran, waar de doodstraf op homoseksualiteit staat.
De naam van de organisatie komt van het Underground Railroad, een netwerk van geheime routes die in de 19e eeuw gebruikt werden door slaven in de Verenigde Staten om naar de vrije staten en Canada te vluchten.

Anna Blamanhuis ·
Apollo ·
Çavaria ·
De Kringen ·
Delftse Werkgroep Homoseksualiteit ·
DITO! ·
Equality for Gays And Lesbians In The European institutions ·
European Pride Organisers Association ·
Federatie Studenten Werkgroepen Homoseksualiteit ·
FemFusion ·
Gay & Lesbian Switchboard ·
Gay and Lesbian Kingdom of the Coral Sea Islands ·
Gay Business Amsterdam ·
GLAAD ·
Het Roze Huis ·
Hirschfeld-Eddy Stichting ·
Homo LesBische Federatie Nederland ·
Homoconsumentenbond ·
Homogroep Wageningen ·
Human Rights Campaign ·
IGLHRC ·
IHLIA LGBTI Heritage ·
ILGA ·
ILGA-Europe ·
International Gay and Lesbian Human Rights Commission ·
Lesben- und Schwulenverband in Deutschland ·
LGB Alliance ·
Lhbt-studentenvereniging ·
Metropolitaanse Gemeenschapskerk ·
Mikpunt ·
Nederlandsch Wetenschappelijk Humanitair Komitee ·
Nederlandse Vereniging tot Integratie van Homoseksualiteit COC ·
Stichting OUT! ·
OutFront Minnesota ·
ProGay ·
Radical faeries ·
Regenbooghuis Brussel ·
Roze Actiefront ·
Roze Front ·
Roze Leeuwen ·
Roze Zaterdag ·
RozeLinks ·
Schorer ·
Stichting PANN ·
Trainbow Belgium ·
Transgender Netwerk Nederland ·
Verkeerd Geparkeerd ·
Wel Jong ·
Wissenschaftlich-humanitäre Komitee

 Portaal LHBT